# ロイヤル・アングリアン連隊

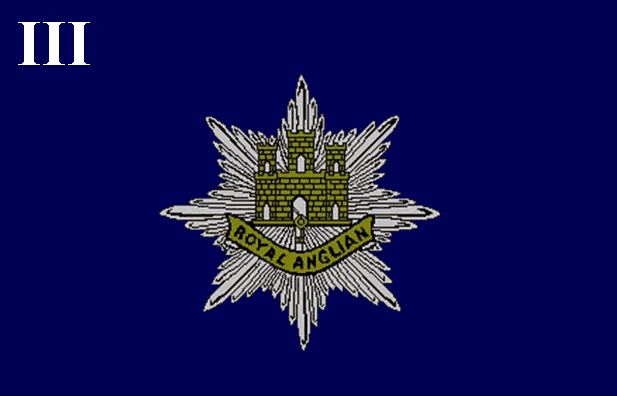
第3大隊旗。

ロイヤル・アングリアン連隊（Royal Anglian Regiment）は、イーストアングリアン旅団(East Anglian Brigade)隷下の連隊を統合して1964年に編成された、イングランドの戦列歩兵連隊である。複数の1個大隊編成の連隊を統合し、複数大隊編成とした新しいタイプの大型連隊(Large regiment)であり、イギリス陸軍で最初にこのタイプに編成された連隊である。連隊番号は、元の連隊の番号を繋げて「第9, 10, 12, 16, 17, 44, 48, 56, 58 歩兵」とされる。

## 概要

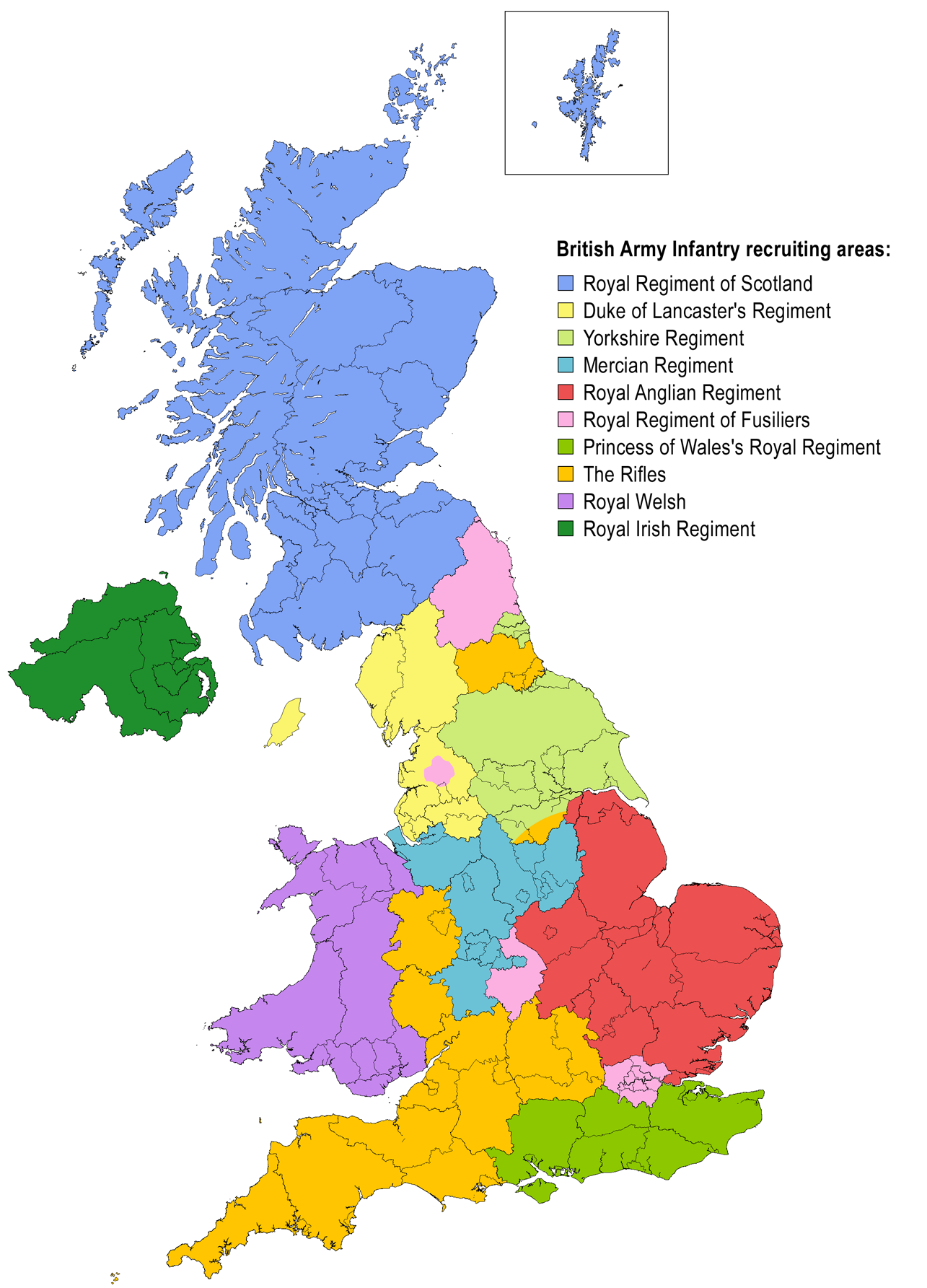
イギリス歩兵連隊の募兵区分。赤色の部分がロイヤル・アングリアン連隊。

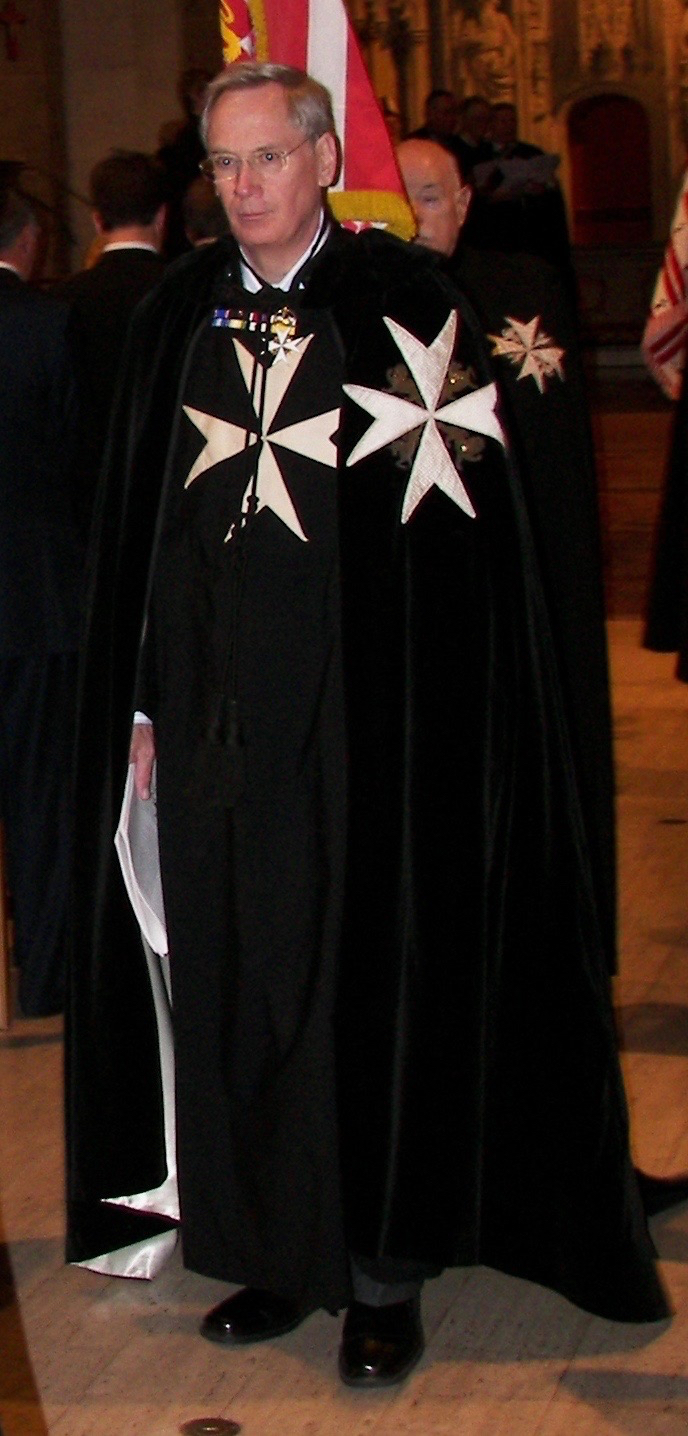
グロスター公。

- カーネル・イン・チーフ

グロスター公 ・リチャード
- 連隊長

欧州連合軍最高司令官 ジョン・マコール大将(John McColl)
- 募兵地域

ロイヤル・アングリアン連隊の兵士はイングランド東部、イースト・ミッドランズ(East Midlands)及びイースト・アングリア(East Anglia)地方の9つの州、リンカンシャー、レスターシャー、ノーサンプトンシャー、ケンブリッジシャー、ノーフォーク、サフォーク、ベッドフォードシャー、ハートフォードシャー、エセックスから補充される。
- グロスター公。

### 沿革

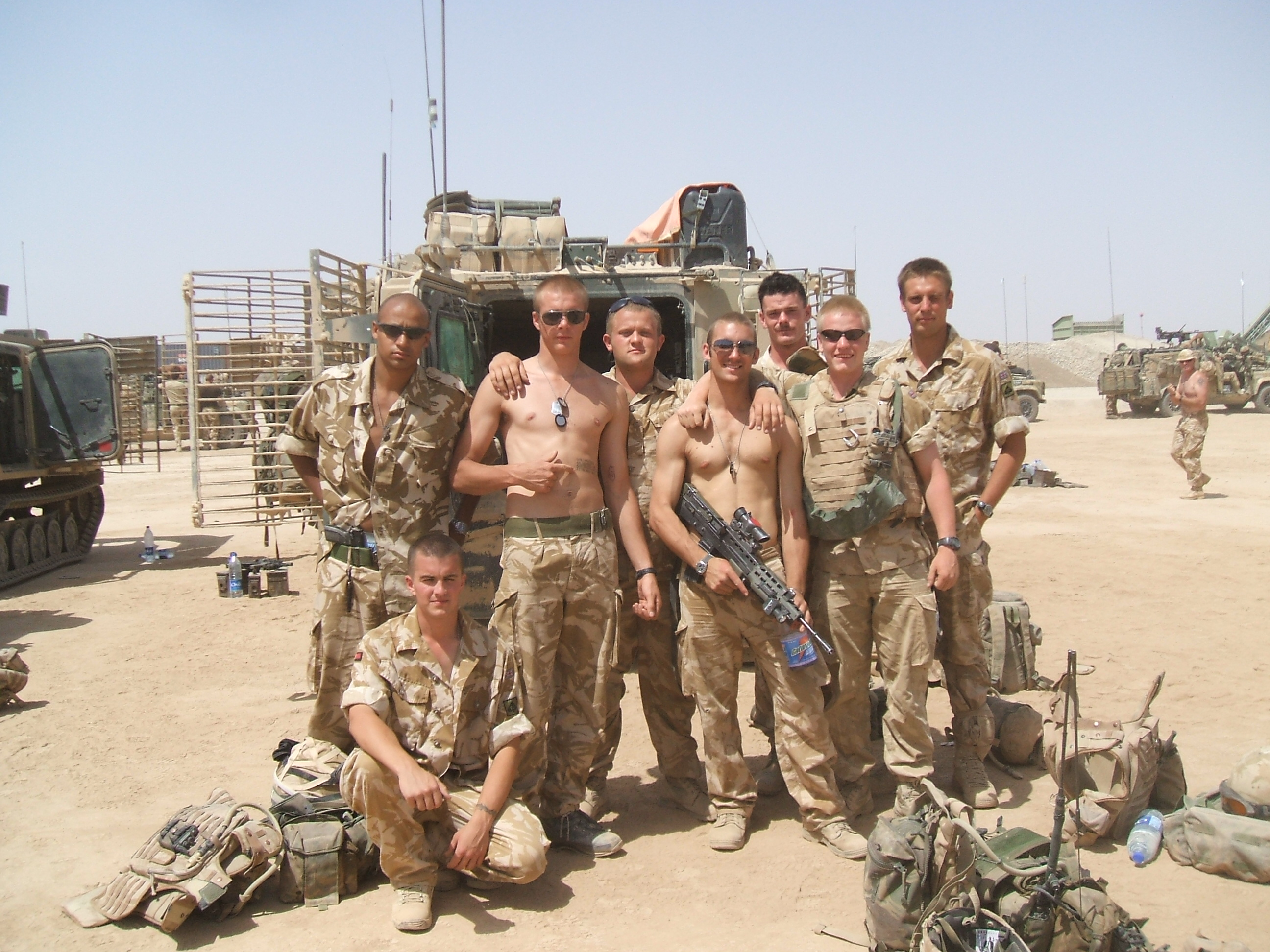
アフガニスタンのヘルマンド州で作戦中のロイヤル・アングリアン連隊。

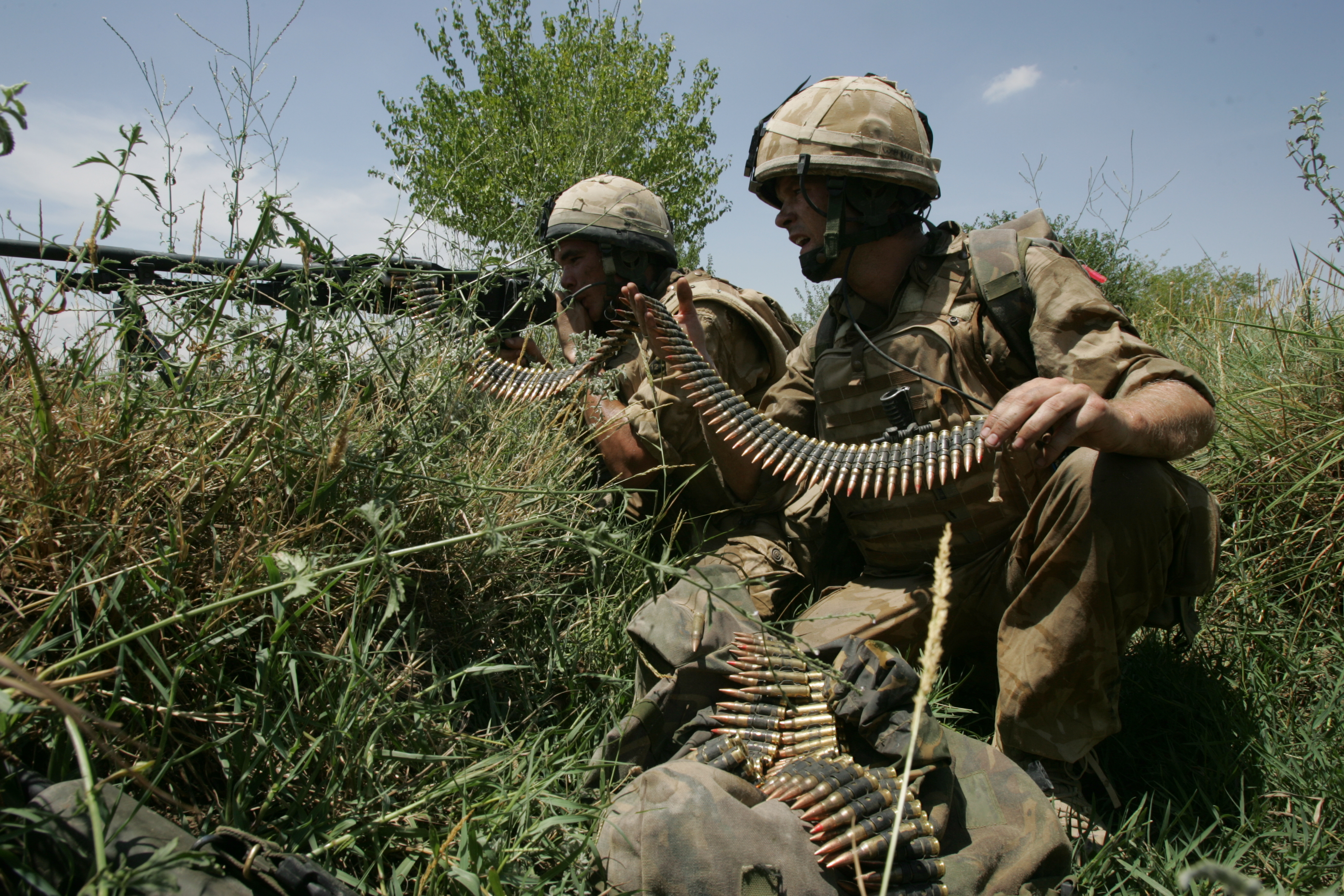
アフガニスタンのヘルマンド州で作戦中のロイヤル・アングリアン連隊。

1964年、イーストアングリアン旅団の4個連隊、第1イーストアングリアン連隊、第2イーストアングリアン連隊、第3イーストアングリアン連隊、ロイヤル・レスターシャー連隊を第1～4大隊としてロイヤル・アングリアン連隊が発足した。
- 1964年の編成
  - 第1（ノーフォーク・アンド・サフォーク）大隊
  - 第2（ダッチェス・オブ・グロスターズオウン・リンカーンシャー・アンド・ノーサンプトンシャー）大隊
  - 第3（第16/44歩兵）大隊
  - 第4（レスターシャー）大隊

1965年、大隊名から旧連隊名が除かれた。
その後、各連隊の予備役大隊、ロイヤル・ノーフォーク連隊第4大隊(4th Battalion The Royal Norfolk Regiment)、サフォーク・アンド・ケンブリッジシャー連隊(The Suffolk and Cambridgeshire Regiment)、ロイヤル・リンカーンシャー連隊4/6大隊(4th/6th Battalion The Royal Lincolnshire Regiment)、ベッドフォードシャー・アンド・ハートフォードシャー連隊第1大隊(1st Battalion The Bedfordshire and Hertfordshire Regiment)、エセックス連隊4/5大隊(4th/5th Battalion The Essex Regiment)、ロイヤル・レスターシャー連隊4/5大隊(4th/5th Battalion The Royal Leicestershire Regiment)が再編され、1967年に第5大隊、1971年に第6、7大隊として加わった。
- 1971年の編成
  - 第1大隊
  - 第2大隊
  - 第3大隊
  - 第4大隊
  - 第5(V)大隊（TA)
  - 第6大隊（TA)
  - 第7大隊（TA)

1970年、第4大隊が中隊へ格下げされ、1975年廃止。
1994年、第3大隊が第1、2大隊へ合併。
1996年、第5(V)大隊が兵站部隊へ改変。
1999年、第6、7大隊と他の予備役部隊が合併し、イースト・オブ・イングランド連隊(East of England Regiment)となったが、2006年には再びロイヤル・アングリアン連隊に隷下に戻り、第3大隊となった。
傘下部隊は度々アフガニスタンやイラクに派遣されている。

### 現在の編成
連隊本部及び2個正規大隊と1個予備役大隊から成る。管理師団は、2個の正規大隊は女王師団(Queen's Division)、予備役大隊は国防義勇軍(Territorial Army（TA))に属する。

#### 連隊本部
連隊本部はサフォーク州ベリーセントエドマンズ(Bury St Edmunds)のジブラルタル・バラック(Gibraltar Barracks)に置かれている。ジブラルタル・バラックは1878年に建設され、サフォーク連隊本部として使われていた建物で、現在でもサフォーク連隊博物館が同居している。連隊全般に関するポリシーの展開、イベントの計画及び管理、チャリティーの調整、連隊誌の編集及び将校の募集管理といった業務を行なっている。

#### 第1大隊 ザ・バイキングス(The Vikings)

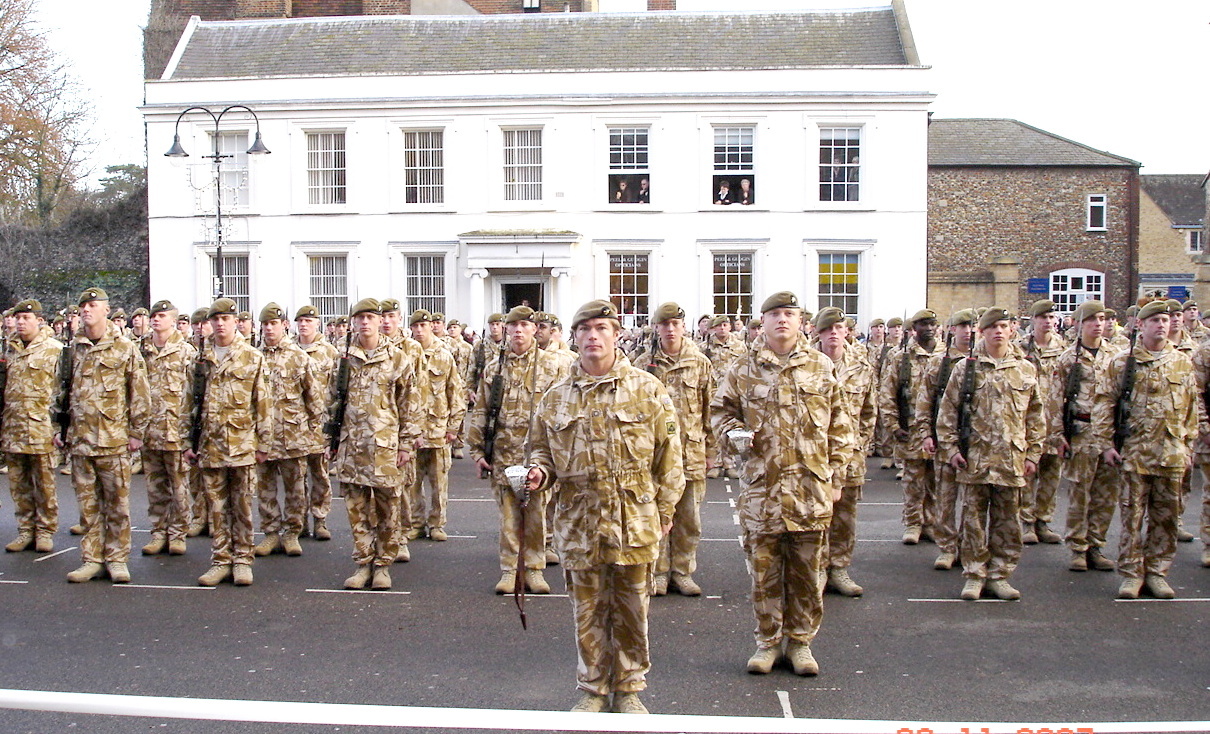
2007年、アフガニスタンからの帰還式典で整列したロイヤル・アングリアン第1大隊連隊兵士。

FV432を装備した機械化歩兵部隊であり、4個中隊から成る。各中隊には以下のように元の連隊名が付けられている。
- A中隊(ロイヤル・ノーフォーク(Royal Norfolk))
- B中隊(サフォーク(Suffolk))
- C中隊(エセックス(Essex))
- D中隊(ケンブリッジシャー(Cambridgeshire))

A、C、D 中隊は2009年10月にアフガニスタンのヘルマンド州へ戻り、第11軽旅団（11 Light Brigade）を支援するため6ヶ月の任務に就いている。根拠地はサリー 州ピルブライト(Pirbright)。

#### 第2大隊 ザ・ポーチャーズ(The Poachers)

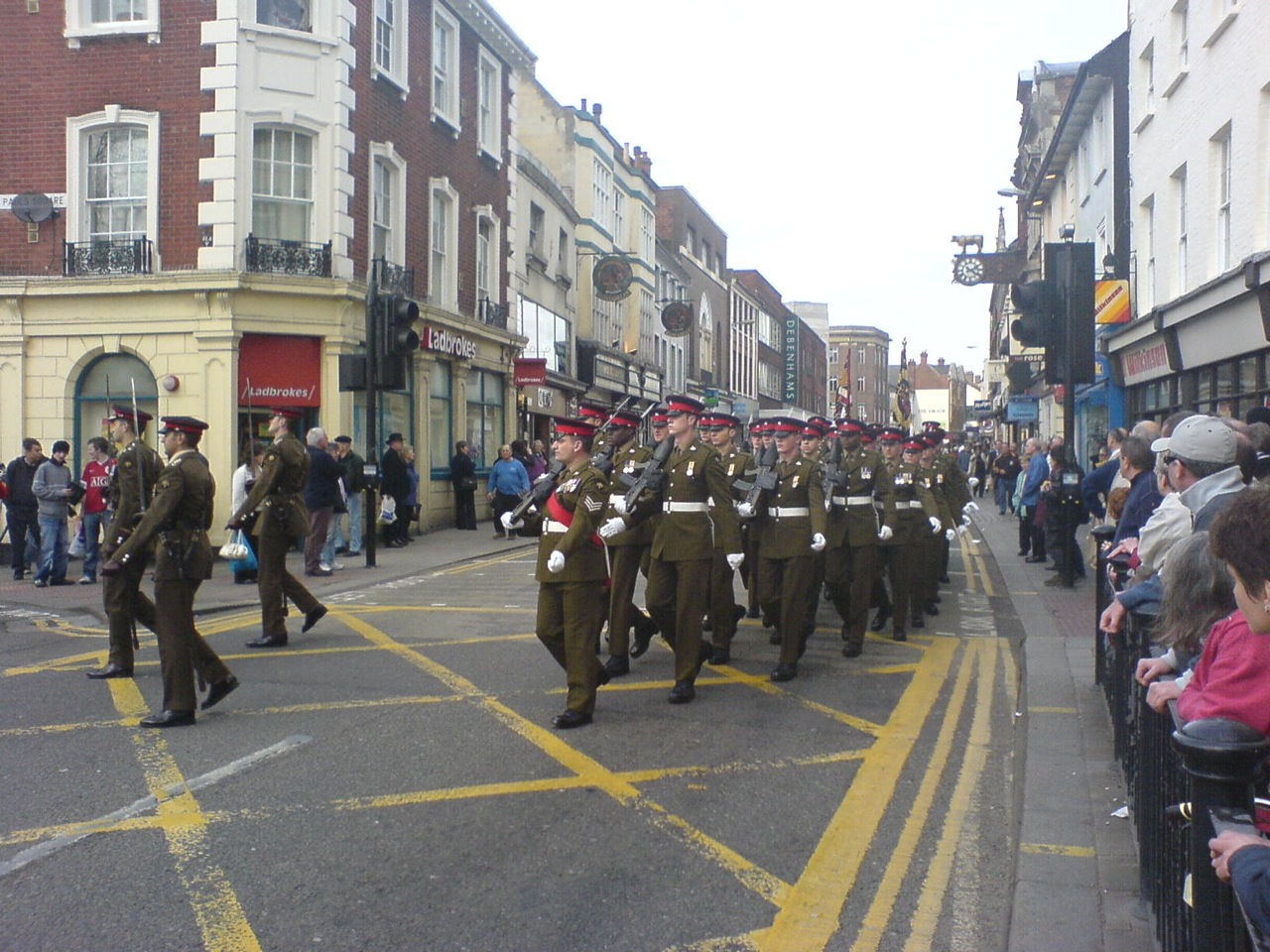
行進するロイヤル・アングリアン連隊第2大隊。

軽歩兵編成で4個中隊から成る。各中隊には以下のように元の連隊名が付けられている。
- A中隊(ロイヤル・リンカーンシャー(Royal Lincolnshire))
- B中隊(ロイヤル・レスターシャー（Royal Leicestershire))
- C中隊(ノーサンプトンシャー(Northamptonshire))
- D中隊(ベッドフォードシャー・アンド・ハートフォードシャー(Bedfordshire and Hertfordshire))

2009年、第7装甲旅団(7th Armoured Brigade)支援のため、イラクへ2度目の派遣をされた。2010年から2年間、アフガニスタンでの作戦のためにキプロスへ駐留する予定。根拠地はドイツのニーダーザクセン州ツェレ。

#### 第3大隊（スチールバックス(The Steelbacks)）

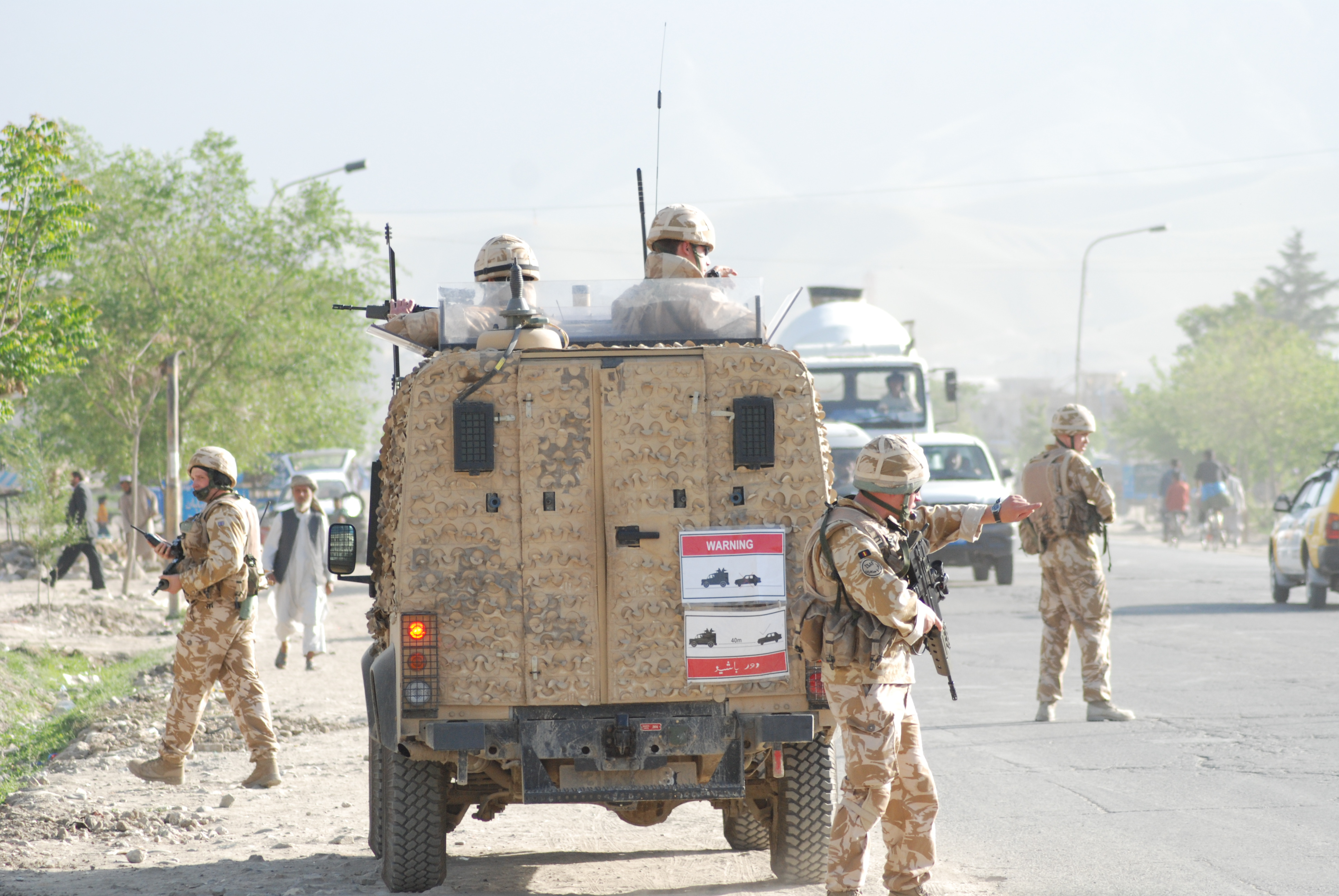
アフガニスタンに派遣された第3大隊。

国防義勇軍管理下の予備部隊であり、5個中隊から成る。各中隊には以下のように元の連隊名が付けられている。
- A中隊(ノーフォーク(Norfolk))
- B中隊（リンカーンシャー(Lincolnshire)）
- C中隊（レスターシャー・アンド・ノーサンプトンシャー(Leicestershire & Northamptonshire)）
- E中隊（エセックス・アンド・ハートフォードシャー(Essex & Hertfordshire)）
- HQ中隊（サフォーク・アンド・エセックス(Suffolk & Cambridgeshire)）

地域軍(Regional Forces)の下では、第5歩兵師団(5th Infantry Division)第49歩兵旅団(49th Infantry Brigade)に属している。本拠地はサフォーク州ベリーセントエドマンズ(Bury St Edmunds)。

## 統合された連隊
ロイヤル・アングリアン連隊はイングランド東部を兵員補充区域とする9個の連隊が統合を繰り返して出来た連隊である。そのため、番号で呼ばれる場合は、上述のように「第9, 10, 12, 16, 17, 44, 48, 56, 58 歩兵」とされ、これらの連隊の伝統を引き継いでいる。以下にロイヤル・アングリアン連隊が伝統を引き継いでいる連隊について述べる。
見出しの連隊名は最終のもので、括弧書は連隊番号である。

### 第1イーストアングリアン連隊(9,12)
- (1959)ロイヤル・ノーフォーク連隊、サフォーク連隊が統合。第1イーストアングリアン連隊（ロイヤル・ノーフォーク・アンド・サフォーク）(1st East Anglian Regiment(Royal Norfolk and Suffolk))
- (1964)ロイヤル・アングリアン連隊へ統合。

### ロイヤル・ノーフォーク連隊(9)

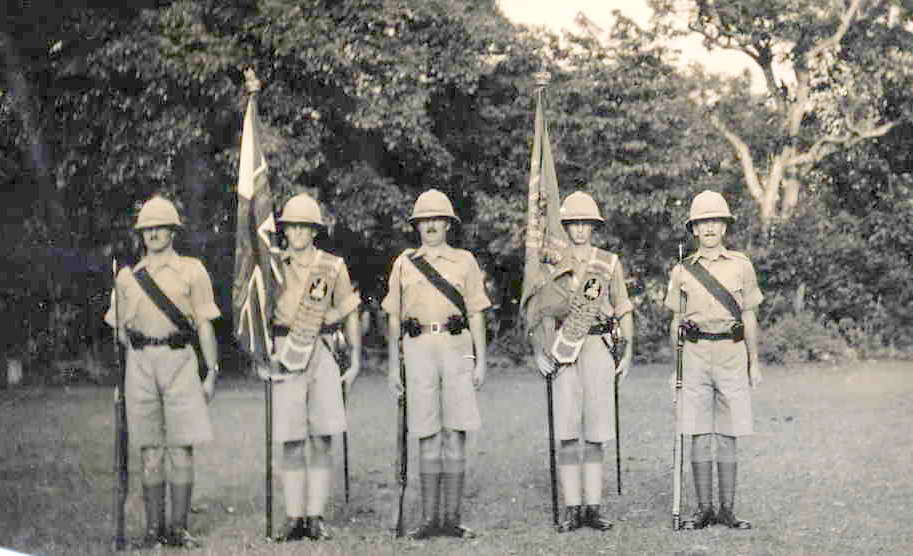
1933年インドに於けるロイヤル・ノーフォーク連隊旗

- (1685)ヘンリー・コーンウェル歩兵連隊(Henry Cornewall's Regiment of Foot)
- (1751)第9歩兵連隊(9th Regiment of Foot)
- (1782)第9（イーストノーフォーク）歩兵連隊(9th(East Norfolk) Regiment of Foot)
- (1881)ノーフォーク連隊(Norfolk Regiment)
- (1935)ロイヤル・ノーフォーク連隊(Royal Norfolk Regiment)
- (1959)第1イーストアングリアン連隊へ統合

### サフォーク連隊(12)

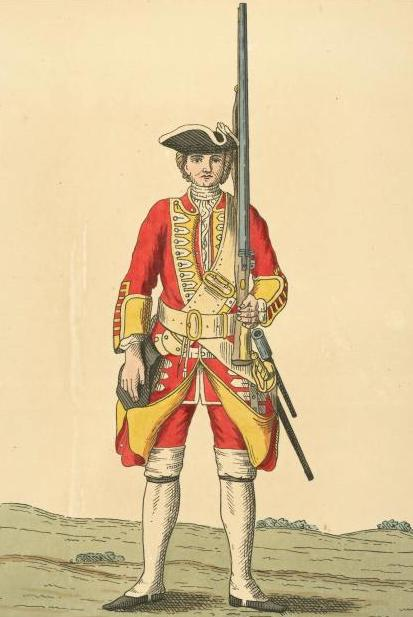
1742年の第12歩兵連隊兵士。

- (1685)ノーフォーク公連隊(Duke of Norfolk's Regiment)
- (1751)第12歩兵連隊(12th Regiment of Foot)
- (1782)第12（イーストサフォーク）歩兵連隊(12th(East Suffolk) Regiment of Foot)
- (1881)サフォーク連隊(Suffolk Regiment)
- (1959)第1イーストアングリアン連隊へ統合

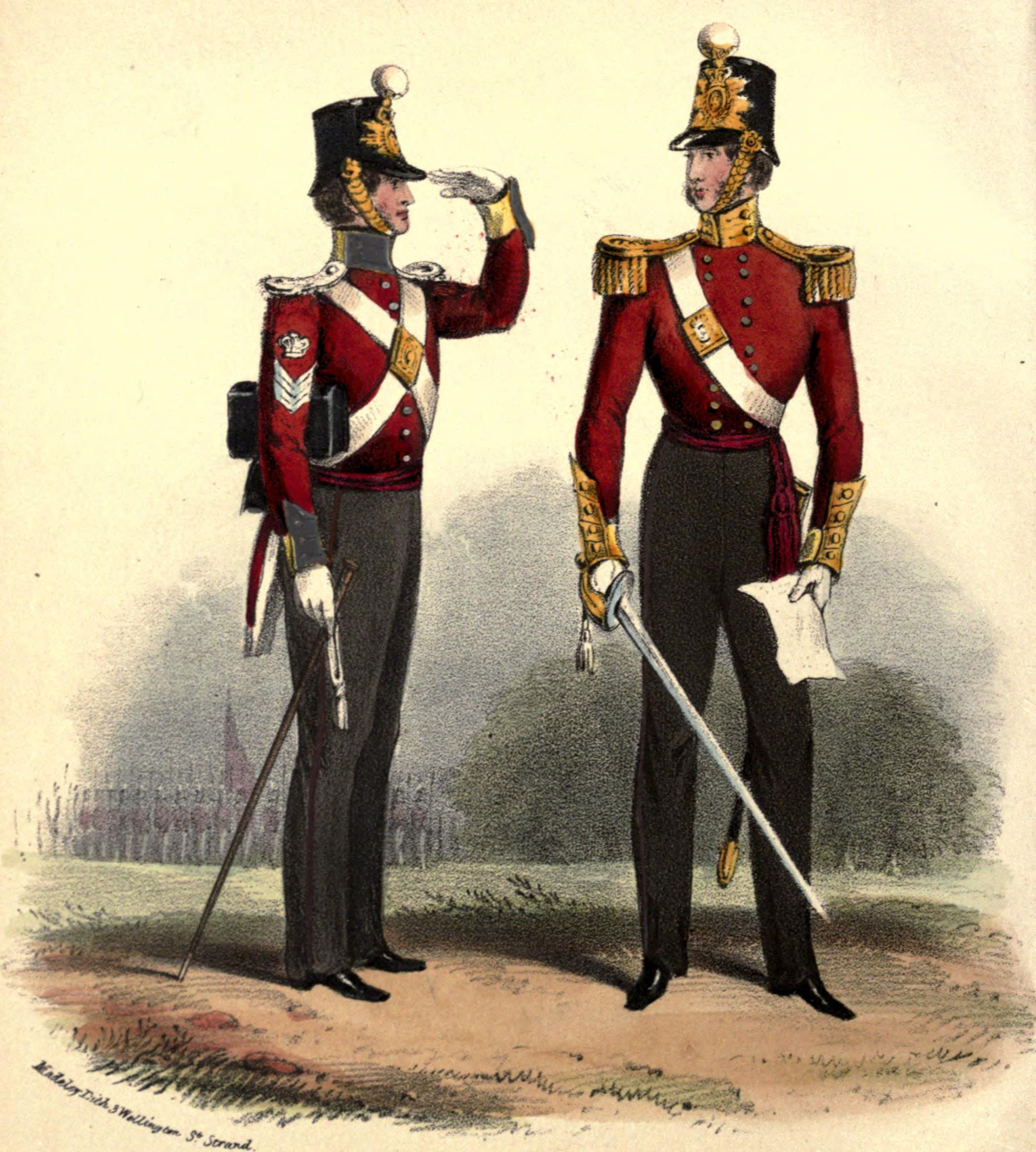
1848年の第12歩兵連隊将校と兵士。
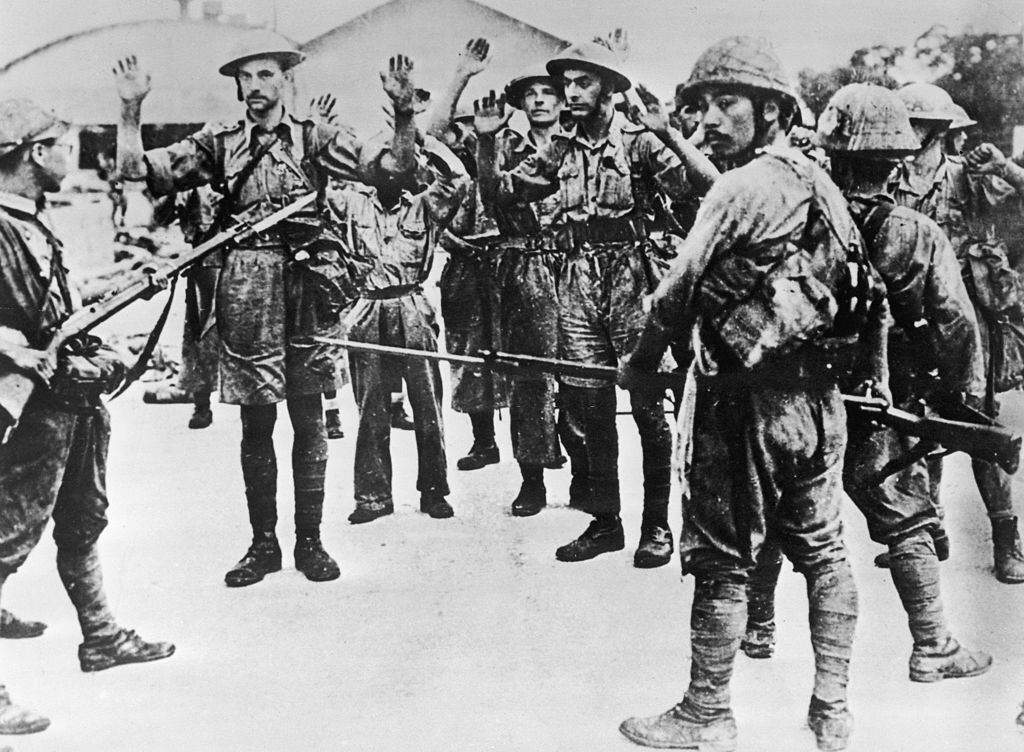
シンガポールで日本軍の捕虜になったサフォーク連隊兵士。

### 第2イーストアングリアン連隊(10,48,58)
- (1959)ロイヤル・リンカーンシャー連隊、ノーサンプトンシャー連隊が統合。第2イーストアングリアン連隊（ダッチェス・オブ・グロスターズオウン・ロイヤル・リンカーンシャー・アンド・ノーサンプトンシャー）(2nd East Anglian Regiment(Duchess of Gloucester's Own Royal Lincolnshire and Northamptonshire))
- (1964)ロイヤル・アングリアン連隊へ統合。

### ロイヤル・リンカーンシャー連隊(10)

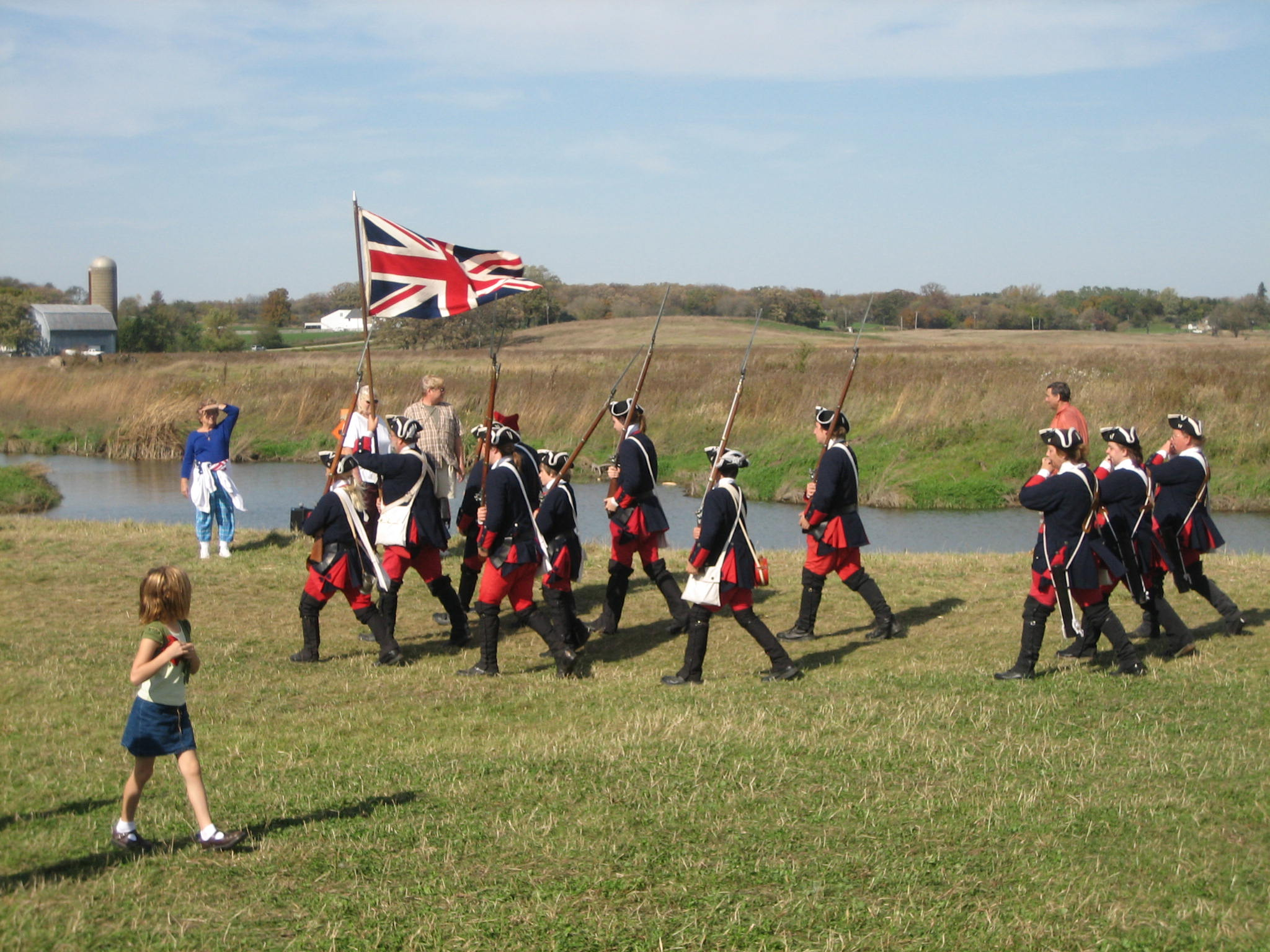
ウィリアム王戦争初期の頃を再現した際の英軍第10歩兵連隊。

- (1685)バス伯爵連隊(Earl of Bath's Regiment)
- (1751)第10歩兵連隊(10th Regiment of Foot)
- (1782)第10（ノースリンカーンシャー）歩兵連隊(10th (North Lincolnshire) Regiment of Foot)
- (1881)リンカーンシャー連隊(Lincolnshire Regiment)
- (1946)ロイヤル・リンカーンシャー連隊(Royal Lincolnshire Regiment))
- (1959)第2イーストアングリアン連隊へ統合。

1685年の創立から1691年までこの連隊は当時の英陸軍戦列歩兵連隊で唯一青い上着を着用していた。

### ノーサンプトンシャー連隊(48,58)
- （1881）第48連隊、第58連隊が統合。ノーサンプトンシャー連隊(Northamptonshire Regiment)
- 第2イーストアングリアン連隊(2nd East Anglian Regiment)へ統合。(1959)

### 第48連隊

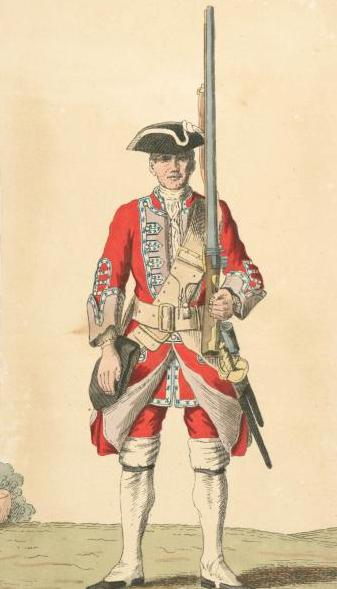
1742年の第48歩兵連隊兵士。

- (1741)ジェームス・コルモンダリー連隊(James Cholmondeley's Regiment of Foot)
- (1751)第48歩兵連隊(48th Regiment of Foot)
- (1782)第48（ノーサンプトンシャー）歩兵連隊(48th(Northamptonshire)Regiment of Foot)
- (1881)ノーサンプトンシャー連隊へ統合。

### 第58連隊
- (1755)第60歩兵連隊(60th Regiment of Foot)
- (1757)第58歩兵連隊(58th Regiment of Foot)
- (1782)第58（ラトランドシャー）歩兵連隊(58th(Rutlandshire)Regiment of Foot)
- (1881)ノーサンプトンシャー連隊へ統合。

### 第3イーストアングリアン連隊(16，44，56)
- (1959)ベッドフォードシャー・アンド・ハートフォードシャー連隊、エセックス連隊が統合。第3イーストアングリアン連隊（第16/44歩兵）(3rd East Anglian Regiment(16th/44th Foot))
- (1964)ロイヤル・アングリアン連隊へ統合。

### ベッドフォードシャー・アンド・ハートフォードシャー連隊(16)

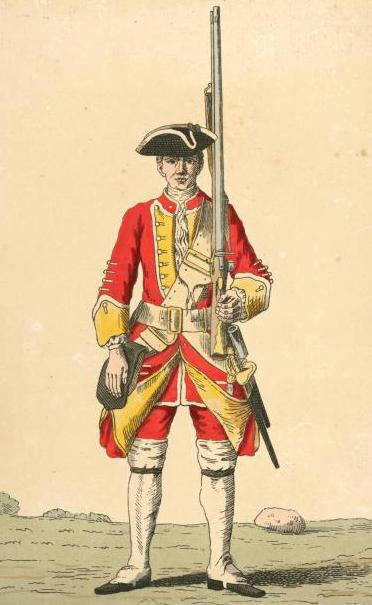
1742年の第16歩兵連隊兵士。

- (1688)ダグラス連隊(Douglas's Regiment)
- (1751)第16歩兵連隊(16th Regiment of Foot)
- (1782)第16（バッキンガムシャー）歩兵連隊(16th (Buckinghamshire) Regiment of Foot)
- (1809)第16（ベッドフォードシャー）歩兵連隊(16th (The Bedfordshire) Regiment of Foot)
- (1881)ベッドフォードシャー連隊(Bedfordshire Regiment)
- (1919)ベッドフォードシャー・アンド・ハートフォードシャー連隊(Bedfordshire and Hertfordshire Regiment)
- (1959)第3イーストアングリアン連隊へ統合。

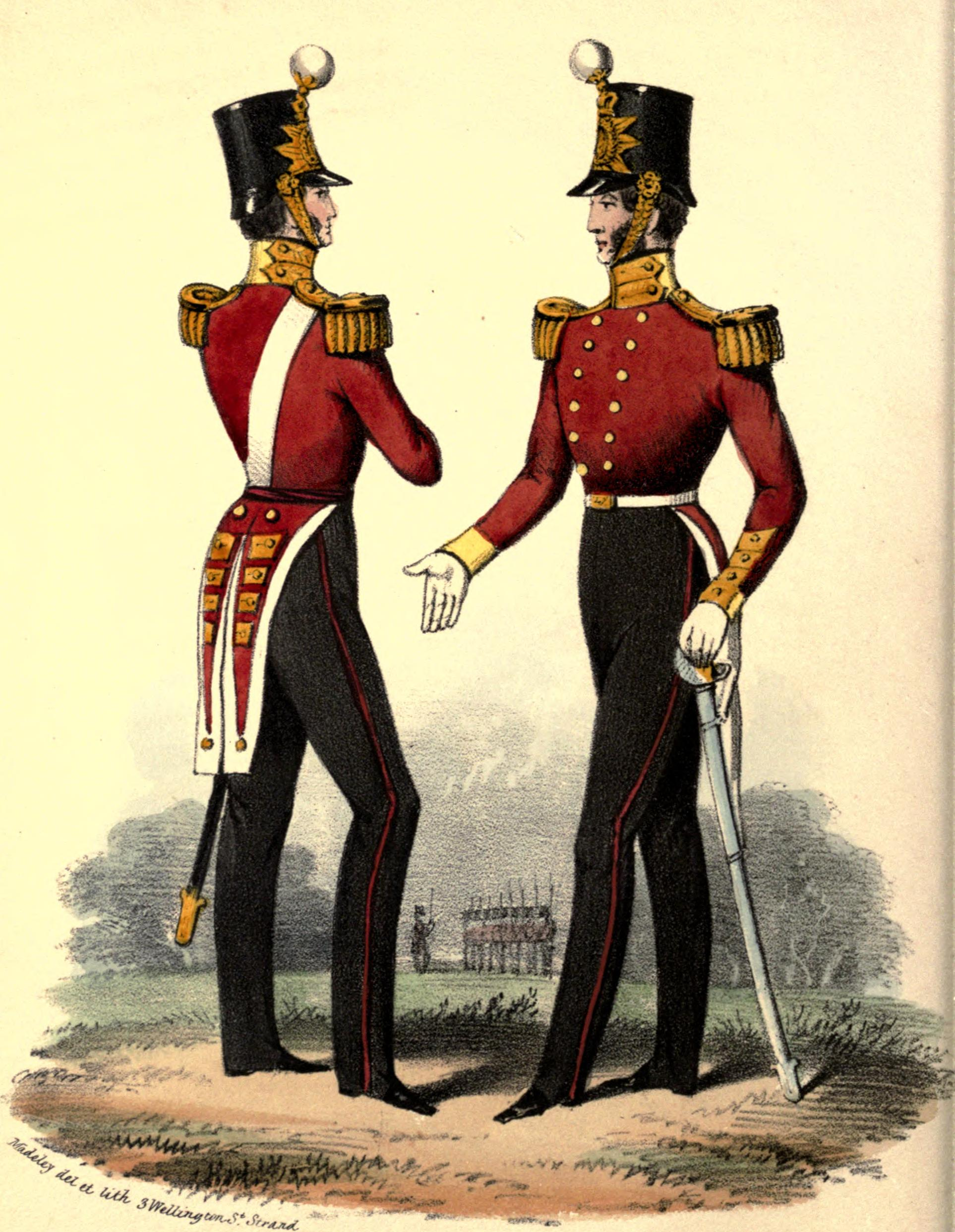
1848年の第16歩兵連隊将校と兵士。

### エセックス連隊(44,56)
(1881)第44連隊、第56連隊が統合。エセックス連隊(Essex Regiment)。
(1959)第3イーストアングリアン連隊へ統合。

### 第44連隊

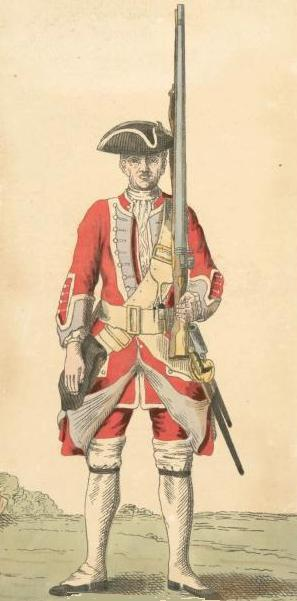
1742年の第44歩兵連隊兵士。

- (1741)ジェームス・ロング連隊(James Long's Regiment of Foot)
- (1751)第44歩兵連隊(44th Regiment of Foot)
- (1782)第44（イーストエセックス）歩兵連隊(44th (East Essex) Regiment of Foot)
- (1881)エセックス連隊へ統合。

### 第56連隊
- (1755)第58歩兵連隊(58th Regiment of Foot)
- (1757)第56歩兵連隊(56th Regiment of Foot
- (1782)第56（ウエストエセックス）歩兵連隊(56th (West Essex) Regiment of Foot)
- (1881)エセックス連隊へ統合。

### ロイヤル・レスターシャー連隊(17)

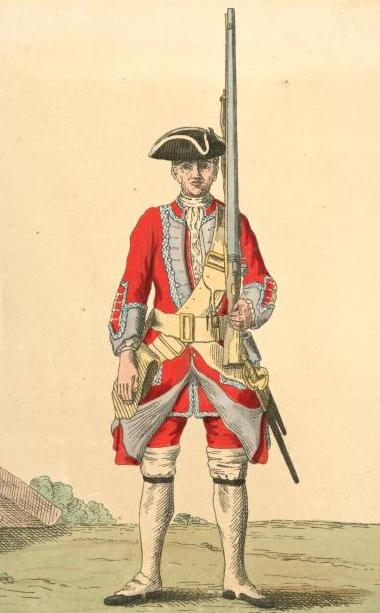
1742年の第17歩兵連隊兵士。

- (1688)リチャーズ連隊(Richards' Regt)
- (1751)第17歩兵連隊(17th Regiment of Foot)
- (1782)第17（イーストサフォーク）歩兵連隊(17th(East Suffolk Regiment of Foot))
- (1881)ロイヤル・レスターシャー連隊（(Royal Leicestershire))
- (1964)ロイヤル・アングリアン連隊へ統合。

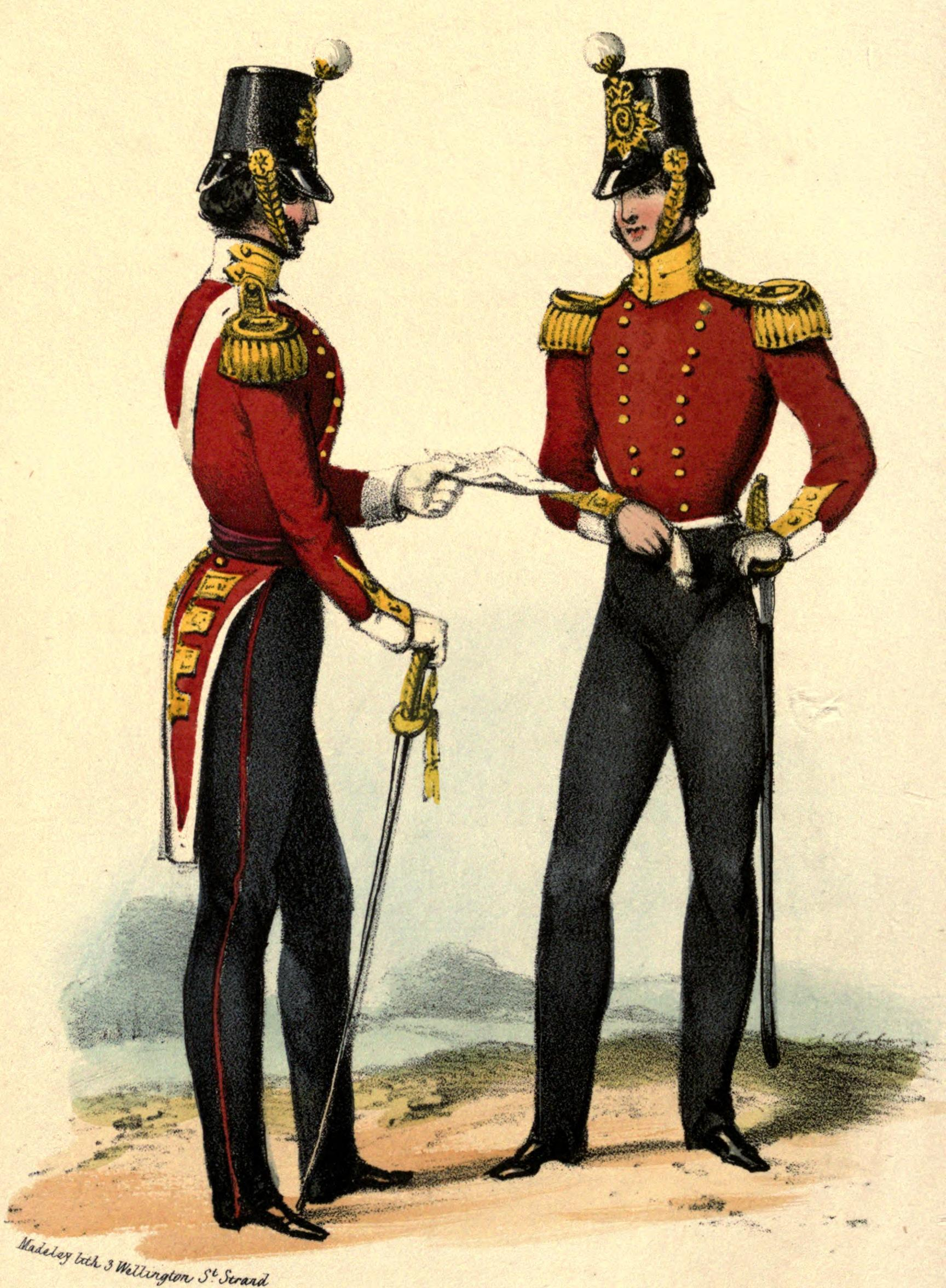
1848年の第17歩兵連隊将校と兵士。
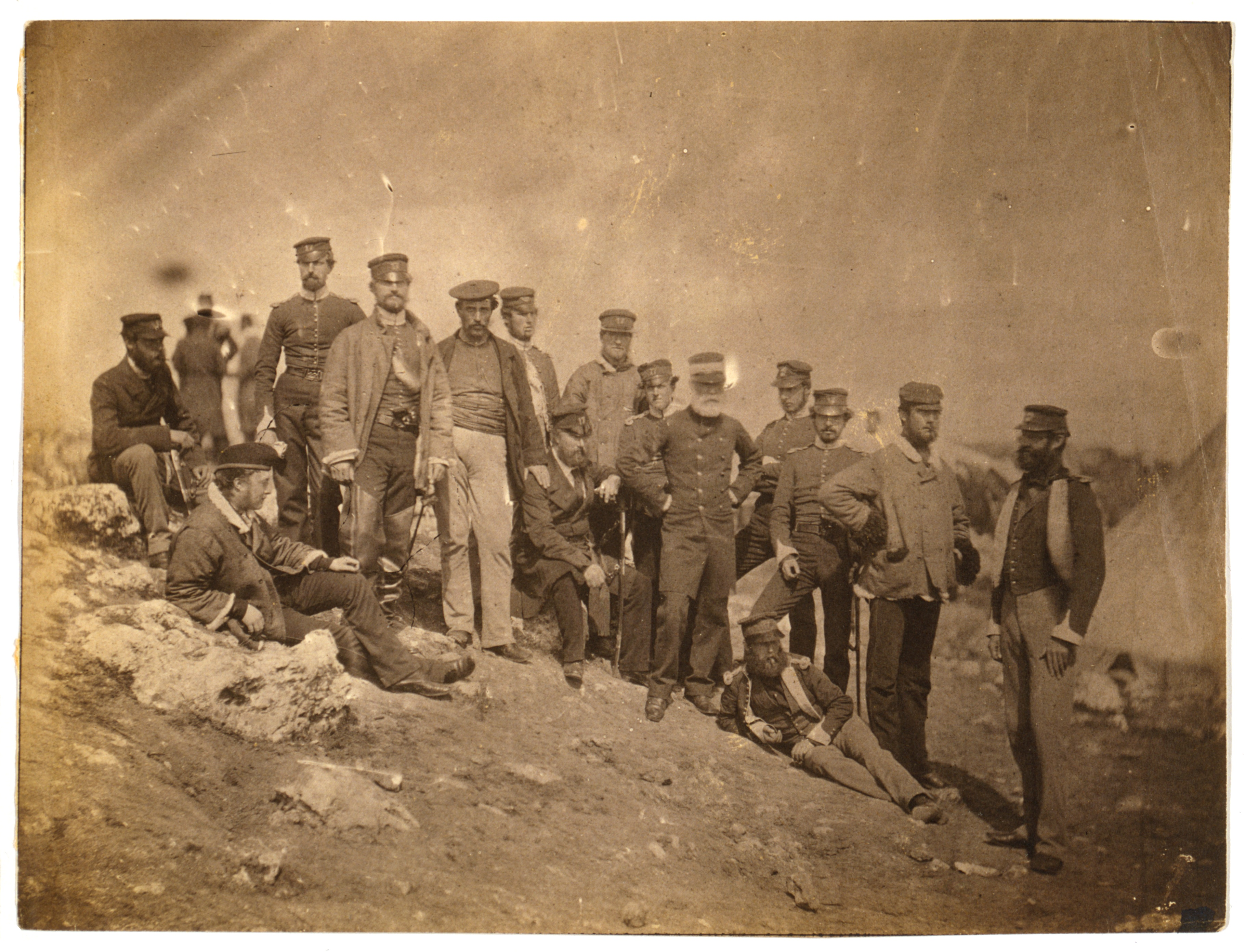
クリミア戦争に於ける第17連隊将校。

## 参考資料
- W Y Carman; Richard Simkin (1985). Richard Simkin's Uniforms of the British Army : Infantry, Royal Artillery, Royal Engineers and other corps. Exeter, England: Webb & Bower. ISBN 978-0-86350-031-2.
- David Griffin (1985). Encyclopaedia of modern British Army regiments. Wellingborough: P. Stephens. ISBN 978-0-85059-708-0.

## 外部サイト
- 陸軍公式サイト
- 連隊のサイト
- 連隊のサイト 連隊の家系図